# 切斯缅卡农村居民点
切斯缅卡农村居民点（俄语：Чесменское сельское поселение）是俄罗斯联邦沃罗涅日州博布罗夫区所属的一个农村居民点。其下辖有2个居民点，行政中心为切斯缅卡。据2016年统计，该农村居民点的人口为1159人。